# Oil City, Pennsylvania
Oil City là một thành phố thuộc quận Venango, tiểu bang Pennsylvania, Hoa Kỳ. Năm 2010, dân số của thành phố này là 10557 người.